# Macromia ida
Macromia ida är en trollsländeart som beskrevs av Fraser 1924. Macromia ida ingår i släktet Macromia och familjen skimmertrollsländor. IUCN kategoriserar arten globalt som livskraftig. Inga underarter finns listade i Catalogue of Life.